# Благой Благоев (щангист)
Вижте пояснителната страница за други значения на Благой Благоев.
Благой Благоев е български спортист, състезател по вдигане на тежести.

## Биография
Роден е на 4 декември 1956 г. Три пъти е световен шампион по вдигане на тежести в категория до 90 кг. Четирикратен шампион на Европа. Двукратен носител на Световната купа. Спортист на Балкани те. Спортист на България за 1982 г. Най-добър щангист в Света за 1982 – 1983 г.
Сребърен медалист от олимпиадата в Москва през 1980 г. Негови са 43 световни и олимпийски рекорда. Постижението му в изхвърлянето от 195,5 кг е записано в книгата на рекордите „Гинес“ и още не е подобрено.
Днес Благой Благоев прекарва времето си в Мелбърн, Австралия, или Варна.